# 오스트리아-튀르크 전쟁 (1788년~1791년)
오스트리아-튀르크 전쟁은 오스트리아 제국과 오스만 제국사이에서 결론을 내리지 못한 싸움이다. 이것은 또한 러시아-투르크 전쟁과 이어지기도 한다.

## 역사
당시 러시아의 예카테리나 2세(Ekaterina II, 1729-1796)와 동맹을 맺고 있던 오스트리아 황제 요제프 2세(Joseph II, 1741-1790)는 전쟁에 참가하기로 결정했다. 전쟁 초기 오스트리아군은 카란세베스 전투(Battle of Karánsebes, 오스트리아군끼리의 전투)에서 아군에 오인 사격을 가해 많은 피해를 입었다. 그 뒤, 오스만 제국이 주도권을 잡았다. 오스만군은 오스트리아군을 메하디아(Mehadia)에서 몰아낸 뒤 1789년, 바나트(Banat)로 진군했다. 하지만 이후 주도권은 오스트리아에 넘어갔다. 야전원수 라우돈(Ernst Gideon Freiherr von Laudon, 1717-1790)이 이끄는 오스트리아군은 3주에 걸친 포위 끝에 부다(Buda)를 점령했다. 하지만 오스트리아가 시스토바 조약(Treaty of Sistova, 1791)을 통해 얻은 것은 아주 적었다. 밀러(Miller)는 "오르쇼바(Orşova)와 크로아티아 국경 부근에 위치한 작은 두 마을에 지나지 않는다."라고 언급했다.
오스만의 입장에서 이 전쟁은 재앙적이었는데, 이는 오스트리아에게 상실한 영토 때문이 아니라 오스트리아의 동맹국인 러시아가 거둔 승리 때문이었다.(러시아-투르크 전쟁 (1787년-1792년))
전선에선 질병이 주된 역할을 맡았다. 볼크마르 브라운베렌스(Volkmar Braunbehrens)에 따르면 1788년, 오스트리아 진영에 전염병이 발생했는데 "병동은 환자들로 넘쳐났고, 군의 절반이 병에 걸렸으며, 수천 명의 병사들이 사망했다." 요제프 2세는 전쟁시간 동안 많은 시간을 전선에서 보냈는데, 그곳에서 건강이 악화되었고 1790년 2월 19일, 오스트리아에서 사망했다.

## 오스트리아내(內) 전선
메이너드 솔로몬(Maynard Solomon)은 "전쟁이 오스트리아내에서 인기가 없었으며, 도시 주민들의 사기는 매우 저하된 상태였다. 징병의 위협을 피하기 위해 많은 귀족들이 빈을 떠났으며 요제프 2세가 계몽 개혁을 저버렸다는 환멸감이 도시에 널리 퍼졌다."라고 언급했다. 또, "그러므로 전쟁 반대의 목소리가 있었다 ...주민들에게 부과된 경제적 부담이 이를 부채질했다. 식료품의 가격은 급격히 상승했고 어떤 경우엔 가격이 두 배로 뛰기도 했다."라고 언급했다.

## 기타
오스트리아와 오스만의 전쟁 기간 동안, 오스만의 지배 하에 있었던 세르비아(코차 국경지대)는 합스부르크의 지배를 받게 되었다. 세르비아인들은 필사적으로 싸웠으나 최종 조약인 시스토바 조약 이후에도 그들은 독립을 쟁취하지 못했다.

## 같이 보기
- 합스부르크 점령하의 세르비아 (1788년~1791년)

## 참조
- Braunbehrens, Volkmar (1990) Mozart in Vienna. New York: Grove Weidenfeld.
- Encyclopædia Britannica, 11th edition
- Encyclopædia Britannica, 1988 edition, article "Austria", p. 500
- Miller, W. (1901) "Europe and the Ottoman Power before the Nineteenth Century," The English Historical Review, Vol. 16, No. 63. (Jul., 1901), pp. 452-471.
- Solomon, Maynard (1995) Mozart: A Life. Harper Perennial.